# West Adams
West Adams, conosciuto anche come Historic West Adams, è un quartiere storico di Los Angeles in California posto a sud ovest della Downtown e ad ovest della University of Southern California. Prende il nome dal Adams Boulevard, la principale arteria stradale del quartiere.

## Geografia

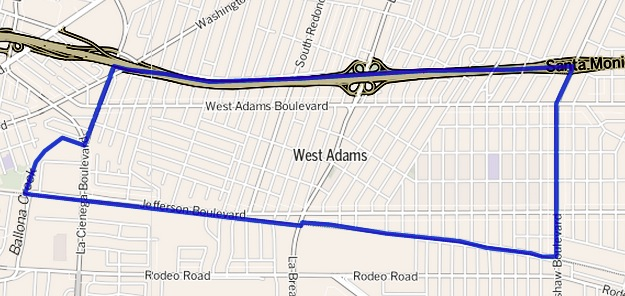
I confini del quartiere di West Adams come delineati dal Los Angeles Times

Secondo il progetto denominato "Mapping L.A." del Los angeles Times, West Adams è posto a fianco del quartiere di Mid-City.
A est confina con il quartiere di Jefferson Park, a sud con Baldwin Hills/Crenshaw e ad ovest con il quartiere di Palms. I confini sono delimitati a livello stradale dalla Santa Monica Freeway a nord, dal Crenshaw Boulevard ad est, dai Exposition e Jefferson Boulevard a sud mentre a ovest si trova la città di Culver City (Ballona Creek e Fairfax Avenue).

## Storia

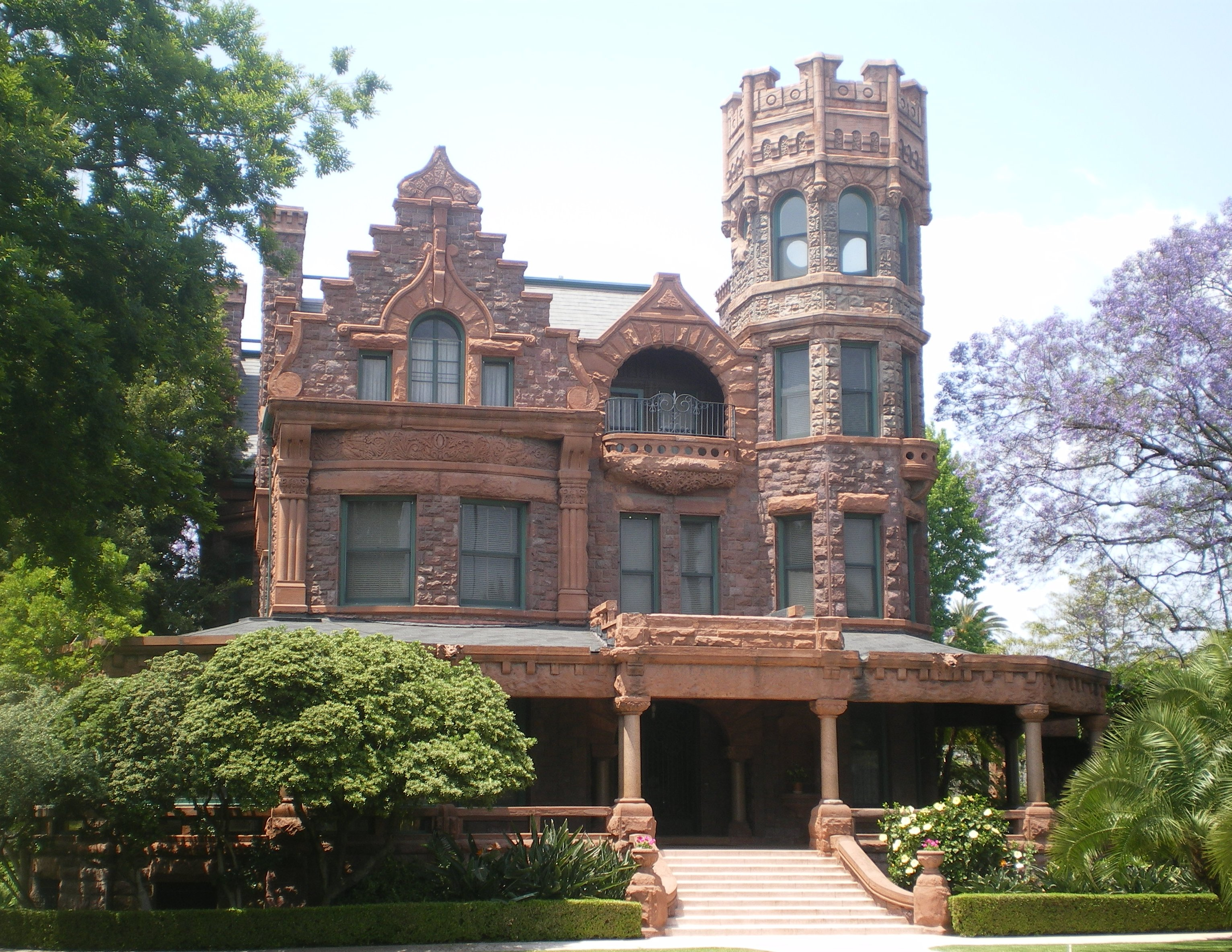
La Casa Stimson

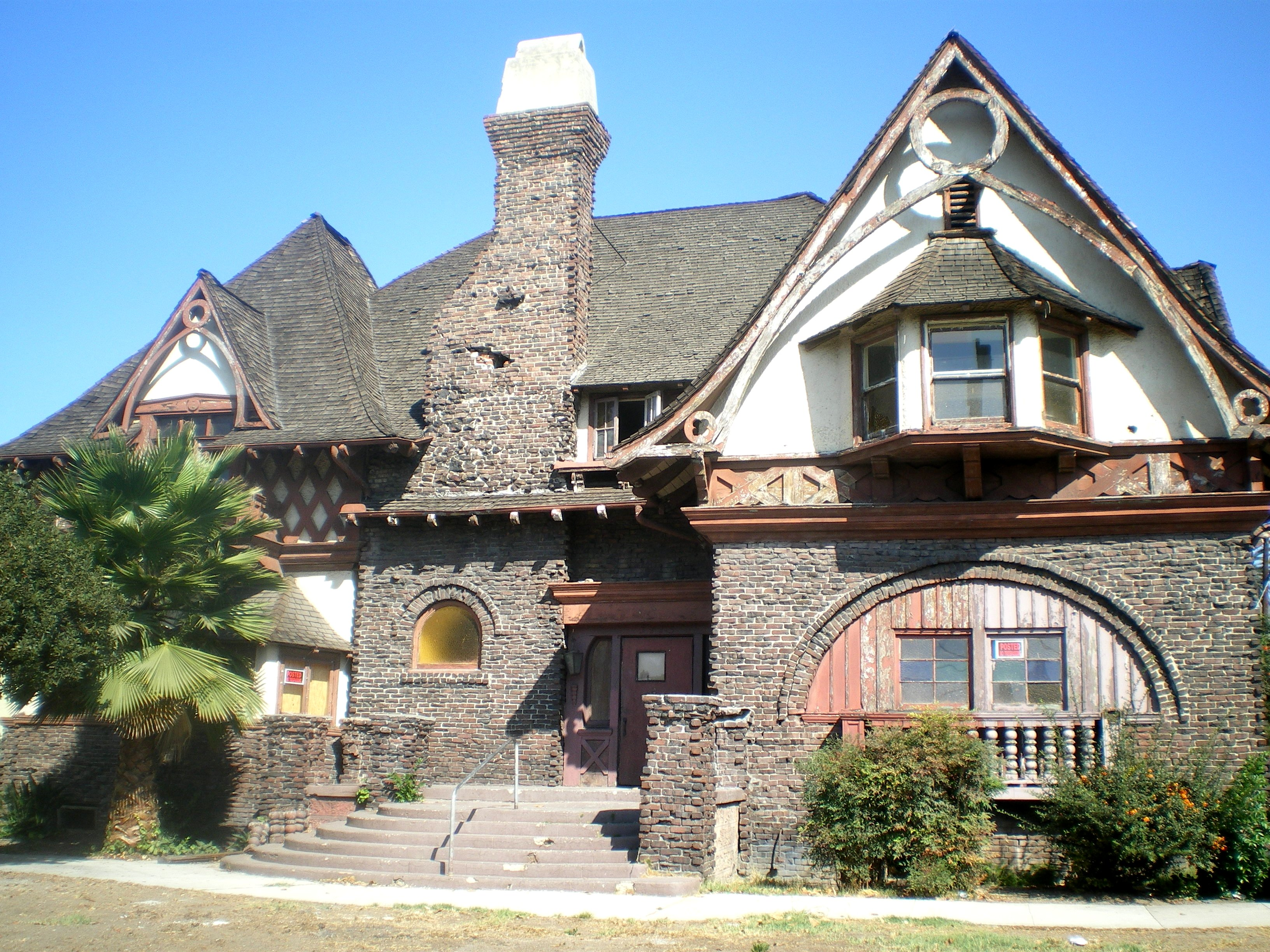
La Fitzgerald House

West Adams è uno dei quartieri più vecchi della città di Los Angeles e molti degli edifici furono eretti tra il 1880 ed il 1925. Tra questi la William Andrews Clark Memorial Library.
West Adams fu edificato dal magnate delle ferrovie Henry Huntington e dall'industriale Hulett C. Merritt di Pasadena.
Era a quei tempi uno dei distretti più ricchi nella città con le sue case signorili in stile vittoriano.
Svariate aree del quartiere come Harvard Heights, Lafayette Square, Pico-Union, e West Adams Terrace sono dichiarate Los Angeles Historic Preservation Overlay Zone.
I distretti storici di Menlo Avenue - West Twenty-ninth Street Historic District, North University Park Historic District, Twentieth Street Historic District, Van Buren Place Historic District e St. James Park Historic District, tutti comprendenti edifici di importanza architettonica, si trovano a West Adams.